# Amakrinzelle

Zelltypen in den Schichten einer Säugetiernetzhaut –
INL: innere Körnerschicht,
R: Stäbchen, C: Zapfen,
H: Horizontalzelle, Bi: Bipolarzelle,
A: Amakrinzelle, G: Ganglienzelle,
GC: Ganglienzellschicht.
(Das Licht fällt hierbei von unten ein.)

Amakrinzellen (amakrin zu altgr. ἀ- a- ‘un-’, μακρός makros ‘groß’, ἴνες ines ‘Fasern’) sind Neurone in der Netzhaut der Wirbeltiere. Ihre Zellkörper liegen überwiegend in der inneren Körnerschicht (INL). Die Amakrinzellen stellen eine sehr vielfältige Klasse von Neuronen in der Netzhaut dar; allein nach der Morphologie ihrer Zellfortsätze und deren retinalen Verzweigungsmustern werden über 30 Subtypen unterschieden.
Sie interagieren synaptisch in der inneren plexiformen Schicht (IPL) sowohl mit den Axonen der Bipolarzellen (Bi) als auch den Dendriten der retinalen Ganglienzellen (G) und sorgen so – ähnlich wie die Horizontalzellen (H) – für laterale Verbindungen innerhalb der Netzhaut, jedoch auf einer zweiten Ebene. Amakrinzellen beeinflussen den über die Bipolarzellen laufenden Signalfluss zu den Ganglienzellen.
Ihren Namen erhielten die Amakrinzellen, da man dachte, sie hätten kein Axon (Santiago Ramón y Cajal, 1894). Für die meisten gilt das tatsächlich: auf ihren Dendriten finden sich sowohl Eingangs- als auch Ausgangssynapsen; ein Axon fehlt. Einige 'large field' Amakrinzellen besitzen jedoch lange axonähnliche Fortsätze, die der Signalweiterleitung über größere Entfernungen in der Netzhaut dienen, aber nicht wie die Axone der Ganglienzellen aus der Retina austreten.